# Chronologie de la première croisade
Cette chronologie tente de retracer les événements importants — ou moins importants — ayant marqué le cours de la première croisade, depuis le premier appel à l'aide de l'empereur byzantin Alexis Ier, en 1095, jusqu'aux jours qui suivirent la prise de Jérusalem, le 15 juillet 1099.

## 1095
- mai
  - Concile de Plaisance : Alexis Ier Comnène appelle l'Occident à l'aide.

- novembre
  - 18 : Début du concile de Clermont.
  - 27 : Dernier jour du concile. Le pape Urbain II appelle à la croisade.

## 1096
- février
  - 11 : Hugues de Vermandois, frère du roi de France Philippe Ier, est désigné chef de l'armée des Francs.

- avril
  - 12 : Pierre l'Ermite et Gautier Sans-Avoir arrivent à Cologne avec 15 000 pèlerins.
  - 19 : Pierre l'Ermite et sa troupe quittent Cologne (Gautier Sans-Avoir et un premier groupe sont partis devant).

- mai
  - Pogroms à Metz, Spire, Trèves, Worms, Mayence et Cologne perpétrés par les troupes d'Eimich et de Wolkmar.
  - 08 : Gautier Sans-Avoir arrive en Hongrie.

- juin
  - 18 : Gautier Sans-Avoir arrive à Niš.

- juillet
  - 03 : Pierre l'Ermite arrive à Niš.
  - 12 : Pierre l'Ermite arrive à Sofia.
  - 12 : Pierre l'Ermite arrive à Philippopoli.
  - 20 : Gautier Sans-Avoir arrive à Constantinople.
  - 23 : Pierre l'Ermite arrive à Andrinople.

- août
  - 01 : Pierre l'Ermite arrive à Constantinople.
  - 06 : Pierre l'Ermite traverse le Bosphore.
  - 15 : Assomption. Date à laquelle Urbain II avait initialement envisagé le départ de la croisade. Départ effectif de Godefroi de Bouillon.

- septembre
  - Massacre de Civitot.

- octobre
  - Traversée, à Bari des Normands d'Italie.
  - 21 : Extermination de la « croisade populaire ».
  - 25 : Robert Courteheuse et son groupe rencontrent Urbain II à Lucques.

- décembre
  - 23 : Godefroi de Bouillon arrive à Constantinople.
  - 25 : Bohémond de Tarente arrive à Kastoria.

## 1097
- février
  - 18 : Bataille du fleuve Varda.

- avril
  - 05 : Traversée de Robert Courteheuse et d'Étienne de Blois à Brindisi.
  - 09 : Bohémond arrive à Constantinople.
  - 10 : Bohémond rencontre Alexis Ier.
  - 12 : Raymond de Saint-Gilles s'empare de la ville de Roussa.
  - 26 : Robert Courteheuse arrive à Constantinople.
  - 27 : Raymond de Saint-Gilles arrive à Constantinople.

- mai
  - 06 : Les croisés arrivent devant Nicée.
  - 14 : Début du siège de Nicée. Hugues de Vermandois arrive à Constantinople.

- juin
  - 19 : Nicée capitule et se rend aux Byzantins.
  - 26 : Les croisés quittent Nicée.

- juillet
  - 01 : Bataille de Dorylée.

- septembre
  - 13 : Les armées croisées se séparent.

- octobre
  - 20 : Les croisés arrivent devant Antioche.
  - 21 : Début du siège d'Antioche.

- novembre
  - 15 : Baudouin de Boulogne quitte les croisés et part vers la Cilicie, puis Édesse.
  - mi-novembre : Bohémond prend Harim.

- décembre
  - Godefroi de Bouillon tombe malade.
  - 29 : Sortie de Yaghi Siyan contre les troupes de Raymond. Une armée de secours venue de Damas et commandée par Duqâq attaque Bohémond et Robert mais est défaite.
  - 30 : Tremblement de terre.[Où ?]

## 1098
- janvier
  - Désertions diverses (dont Pierre l'Ermite).

- février
  - Départ/désertion de Tatikios.
  - 09 : Une seconde armée de secours venue d'Alep et commandée par Ridwan est défaite.

- mars
  - Arrivée à Saint-Siméon d'une flotte de secours anglaise dirigée par Edgar Atheling.
  - 06 : Bohémond et Raymond sont attaqués sur la route entre Saint-Siméon et Antioche.
  - 19 : Construction de la Mahomerie.

- avril
  - Une ambassade fatimide est reçue mais aucun accord n'est conclu.

- mai
  - fin du mois : Une troisième armée de secours commandée par Kerbogha est en route depuis Mossoul.

- juin
  - 02 : Prise d'Antioche. Désertion d'Étienne de Blois.
  - 03 : Adhémar de Monteil confirme Jean l'Oxite comme patriarche d'Antioche.
  - 05 : Arrivée de l'armée de Kerbogha devant Antioche.
  - 07 : Kerbogha tente un assaut, mais en vain.
  - 09 : Kerbogha entame le siège de la ville.
  - 10 : Pierre Barthélemy déclare avoir eu des visions de saint André. Étienne de Valence déclare avoir eu des visions du Christ et de la Vierge.
  - 14 : Un météore s'abat sur les assiégeants ; les croisés considèrent ceci de bon augure.
  - 15 : « Découverte » de la Sainte Lance.
  - 27 : Pierre l'Ermite est envoyé négocier avec Kerbogha, sans résultats.
  - 28 : Bataille finale. Défaite de Kerbogha.

- août
  - 01 : mort d'Adhémar de Monteil.
  - 26 : Prise de Jérusalem par les Fatimides.

- décembre
  - 12 : Les croisés prennent Ma'arrat.

## 1099
- janvier
  - 13 : Raymond quitte Antioche pieds nus.
  - 23 : Arrivée au krak des Chevaliers.

- février
  - Début du siège d'Arqâ.

- mars
  - Suite du siège d'Arqâ.
  - Godefroi rejoint les croisés.

- avril
  - Ordalie de Pierre Barthélemy.

- mai
  - 13 : Fin du siège d'Arqâ (sans résultat). Arrivée à Tripoli.
  - 19 : Arrivée à Beyrouth.
  - 23 : Arrivée à Tyr.

- juin
  - 03 : Arrivée à Ramallah.
  - 06 : Tancrède prend Bethléem.
  - 07 : Arrivée devant Jérusalem.
  - 13 : Assaut des murs. Échec.

- juillet
  - 08 : Jeûne et procession.
  - 15 : Prise de Jérusalem.
  - 22 : Godefroi nommé « Avoué du Saint-Sépulcre ».

- août
  - 01 : Arnoulf Malecorne est nommé patriarche de Jérusalem.
  - 04 : Une armée fatimide débarque à Ascalon.
  - 05 : « Découverte » de la Vraie Croix.
  - 10 : Début de la marche vers Ascalon.
  - 12 : Prise d'Ascalon.
  - 13 : Retour à Jérusalem.

## Sources
- Amin Maalouf, Les croisades vues par les Arabes, Paris, J.-C. Lattes, 1983 (ISBN 2-290-11916-4)
- Jacques Heers, Libérer Jérusalem : la première croisade, 1095-1107, Paris, Perrin, Tempus, 2002, 370 p. (ISBN 2-262-01868-5)
- Jean Flori, La première croisade : L'Occident chrétien contre l'Islam, Paris, Éditions Complexe, Historiques, 2001, 287 p. (ISBN 2-87027-867-5, lire en ligne)
- Régine Pernoud, Les hommes de la croisade, Paris, Marabout, Histoire, 1984, 341 p. (ISBN 2-501-00321-7)
- René Grousset, L'Épopée des croisades, Paris, Librairie académique Perrin, 1995, 321 p. (ISBN 2-262-01120-6)
- (en) Steven Runciman, A History of the Crusades : The First Crusade and the Foundation of the Kingdom of Jerusalem, Cambridge, Cambridge University Press, 1987 (ISBN 052134770X)